# Hôpital de la Charité

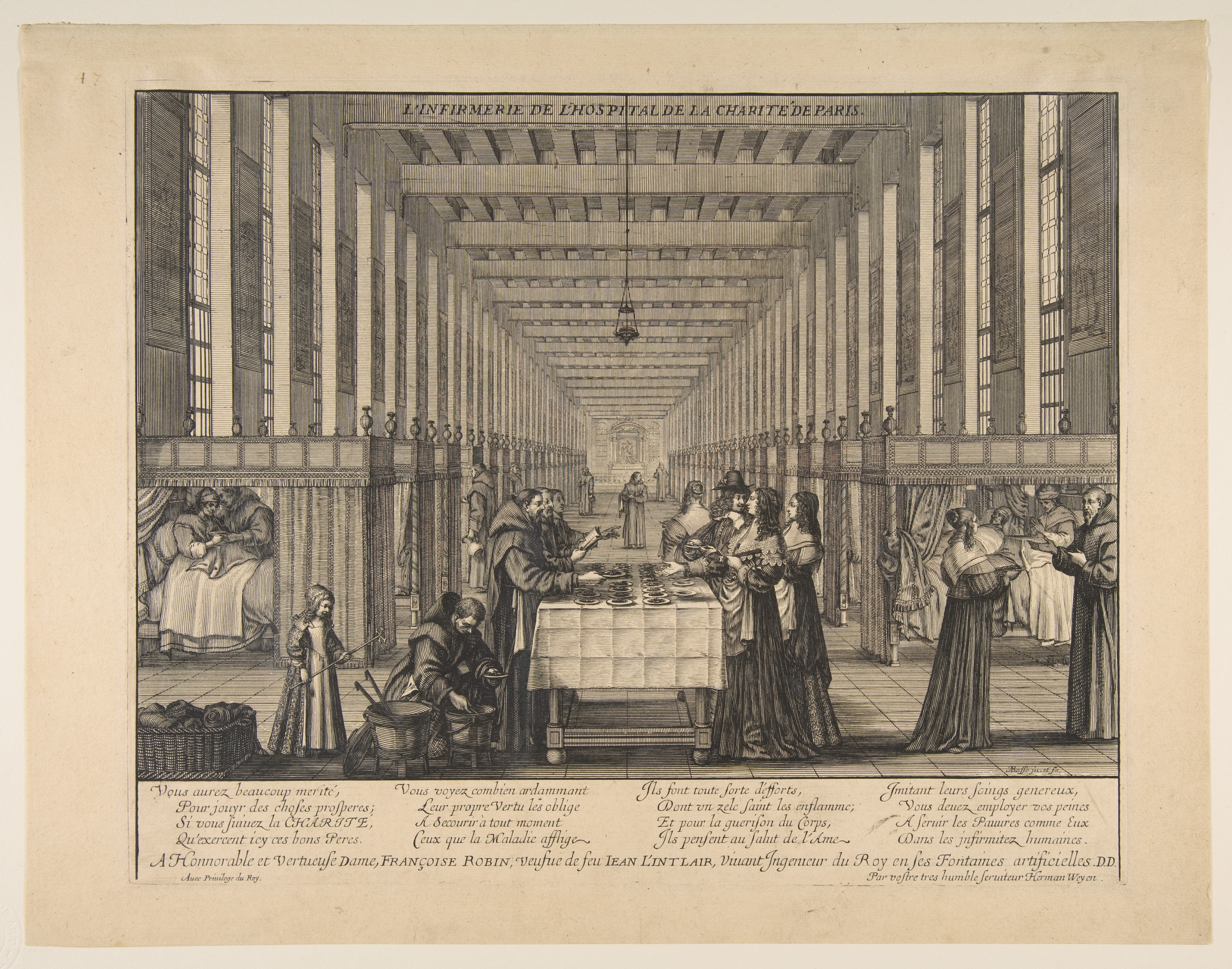
Im Krankenhaus der Barmherzigen Brüder, ca. 1639

Das Hôpital de la Charité, kurz auch Charité genannt, war ein Krankenhaus in Paris, das im 17. Jahrhundert von den Barmherzigen Brüdern vom hl. Johannes von Gott gegründet wurde und bis ins 20. Jahrhundert bestand.

## Geschichte
Die Barmherzigen Brüder, größtenteils Chirurgen und Apotheker, waren im frühen 17. Jahrhundert in der Krankenversorgung führend in Frankreich. 1606 kam Maria von Medici in Frankreich an, 1613 wurden die Gebäude erstellt und im Juli 1621 vom Erzbischof gesegnet. Am Hôpital de la Charité bildeten sie  Apotheker aus, außerdem war die Einrichtung innovativ auf dem Gebiet der Chirurgie.
Das Hôpital war dem Hôtel-Dieu (Paris) benachbart, einem der ältesten Krankenhäuser in Europa. Daher kam es immer wieder zu einer gewissen Rivalität der beiden Häuser. So wurden die Barmherzigen Brüder in den 1660ern beschuldigt, gesammeltes Geld im Ausland zu verwenden anstelle für die Armen in Frankreich.
Auf Vorschlag von Georges Mareschal, Chirurg am Hôpital, gründete König Ludwig XV. (dessen Leibarzt Mareschal war) 1724 die L’Ecole de Chirurgie als separate Schule für Chirurgie. 1732 wurde durch Robert de Cotte bei einer Renovierung ein Tor hinzugefügt.
Ausbildung direkt am Krankenbett war im 18. Jahrhundert von Herman Boerhaave an der Universität Leiden eingeführt worden. Louis Desbois de Rochefort übernahm diese Praxis 1780 am Hôpital. Von 1850 bis zum Beginn des 19. Jahrhunderts residierte die Académie nationale de Médecine darin. Um 1935 wurde es abgerissen, um für die neue medizinische Fakultät Platz zu schaffen.